# Valeyrac (Gironda)
Valeyrac es una comuna francesa situada en el departamento de Gironda, en la región de Nueva Aquitania.

## Demografía
| 481 | 462 | 409 | 370 | 392 | 417 | 537 |
| Para los censos de 1962 a 1999 la población legal corresponde a la población sin duplicidades (Fuente: INSEE [Consultar]) |     |     |     |     |     |     |